# Driewegen (Terneuzen)
Driewegen es una localidad del municipio de Terneuzen, en la provincia de Zelanda (Países Bajos). En 2005 tenía una población de 80 personas.